# Trauerfeier für Helmut Kohl
Die Trauerfeier für Helmut Kohl fand am 1. Juli 2017 in den drei Städten Straßburg in Frankreich sowie in Speyer und Ludwigshafen am Rhein (Rheinland-Pfalz in Deutschland) statt. Der ehemalige Bundeskanzler Helmut Kohl war am 16. Juni 2017 im Alter von 87 Jahren gestorben.

## Gäste und Redner

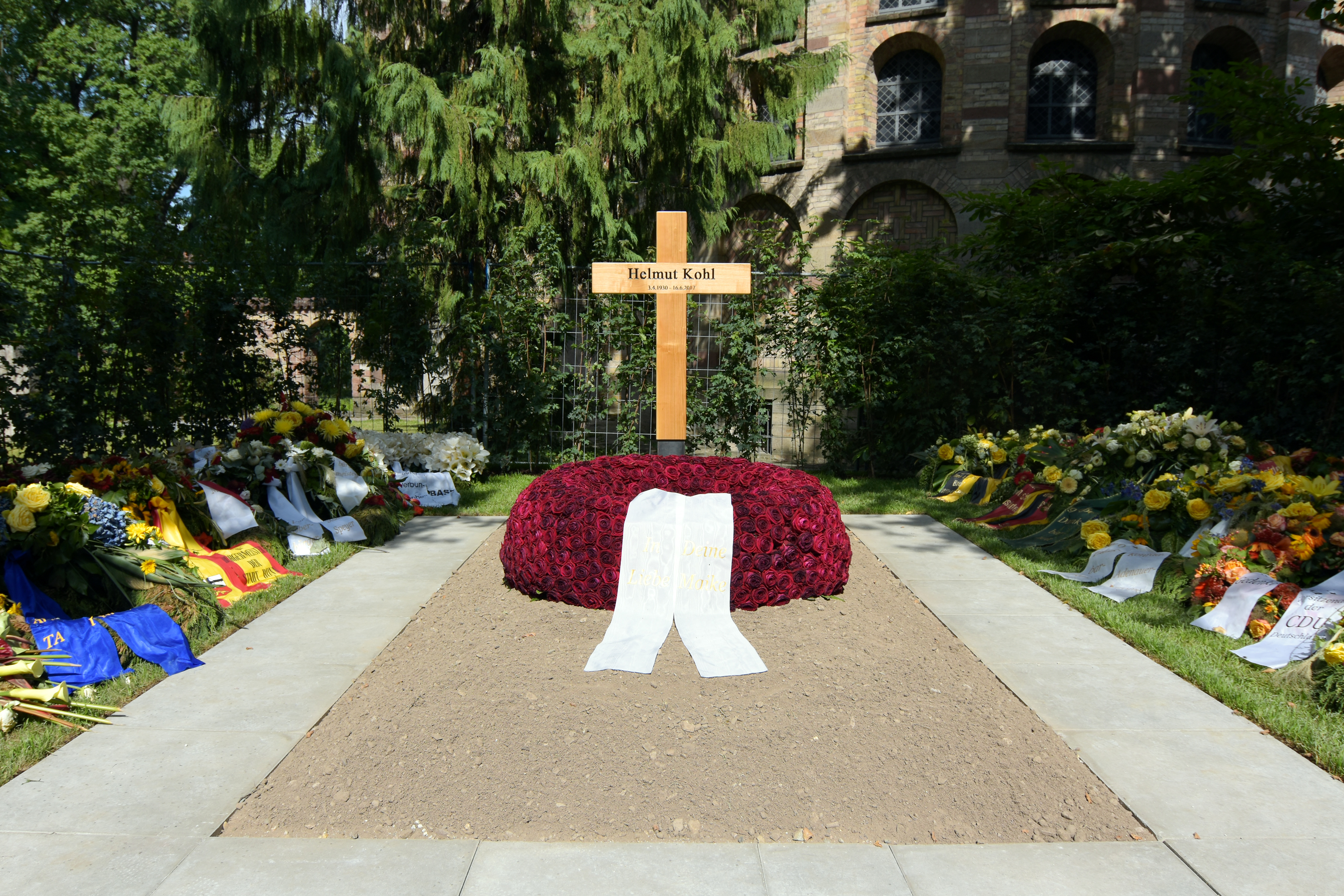
Das Grab Helmut Kohls im Speyerer Adenauerpark (einige Tage nach dem Trauerakt fotografiert).

Während des Europäischen Staatsakts im Europäischen Parlament in Straßburg sprachen Politiker der EU-Spitze und aus mehreren europäischen Ländern. Aus der damaligen Spitze der Europäischen Union sprachen der Präsident des Europäischen Parlaments Antonio Tajani, der EU-Kommissionspräsident Jean-Claude Juncker und der Präsident des Europäischen Rates Donald Tusk.
Auch die damalige Bundeskanzlerin Angela Merkel, Frankreichs Staatspräsident Emmanuel Macron, der ehemalige spanische Ministerpräsident Felipe González Márquez, der ehemalige US-Präsident Bill Clinton und der russische Ministerpräsident Dmitri Anatoljewitsch Medwedew sprachen während des Traueraktes im Plenarsaal.
Unter den geladenen Gästen befanden sich unter anderen der damalige Bundestagspräsident Norbert Lammert, Frankreichs ehemaliger Staatspräsident Nicolas Sarkozy und der ehemalige italienische Ministerpräsident Silvio Berlusconi. In Speyer nahm auch der Bundespräsident Frank-Walter Steinmeier an dem Staatsakt teil.
Aus dem Familienkreis kamen die beiden Söhne Helmut Kohls, Peter und Walter Kohl, allerdings nicht zur Beerdigung.

## Ablauf und Protokoll

### Straßburg (Frankreich)
Der Sarg von Helmut Kohl, der zuerst mit einer Europaflagge bedeckt war, wurde um 08:40 Uhr aus dem Haus in Ludwigshafen-Oggersheim abgeholt und mit einer Eskorte nach Straßburg transportiert. Um 09:50 Uhr traf der Sarg Kohls im Europäischen Parlament ein.
Ungefähr von elf bis dreizehn Uhr fand der europäische Trauerakt für Kohl im Plenarsaal des Europäischen Parlaments statt. Musikalisch wurde der Europäische Staatsakt vom Orchestre Universitaire de Strasbourg mit dem Choeur philharmonique de Strasbourg gestaltet. Gesungen wurden unter anderem auch die deutsche Nationalhymne und die Europahymne. Ab 13:20 Uhr flog ein Hubschrauber der Bundespolizei von Straßburg zurück nach Ludwigshafen, für den fortsetzenden Teil des Trauerakts in Speyer.

### Speyer und Ludwigshafen am Rhein (Deutschland)

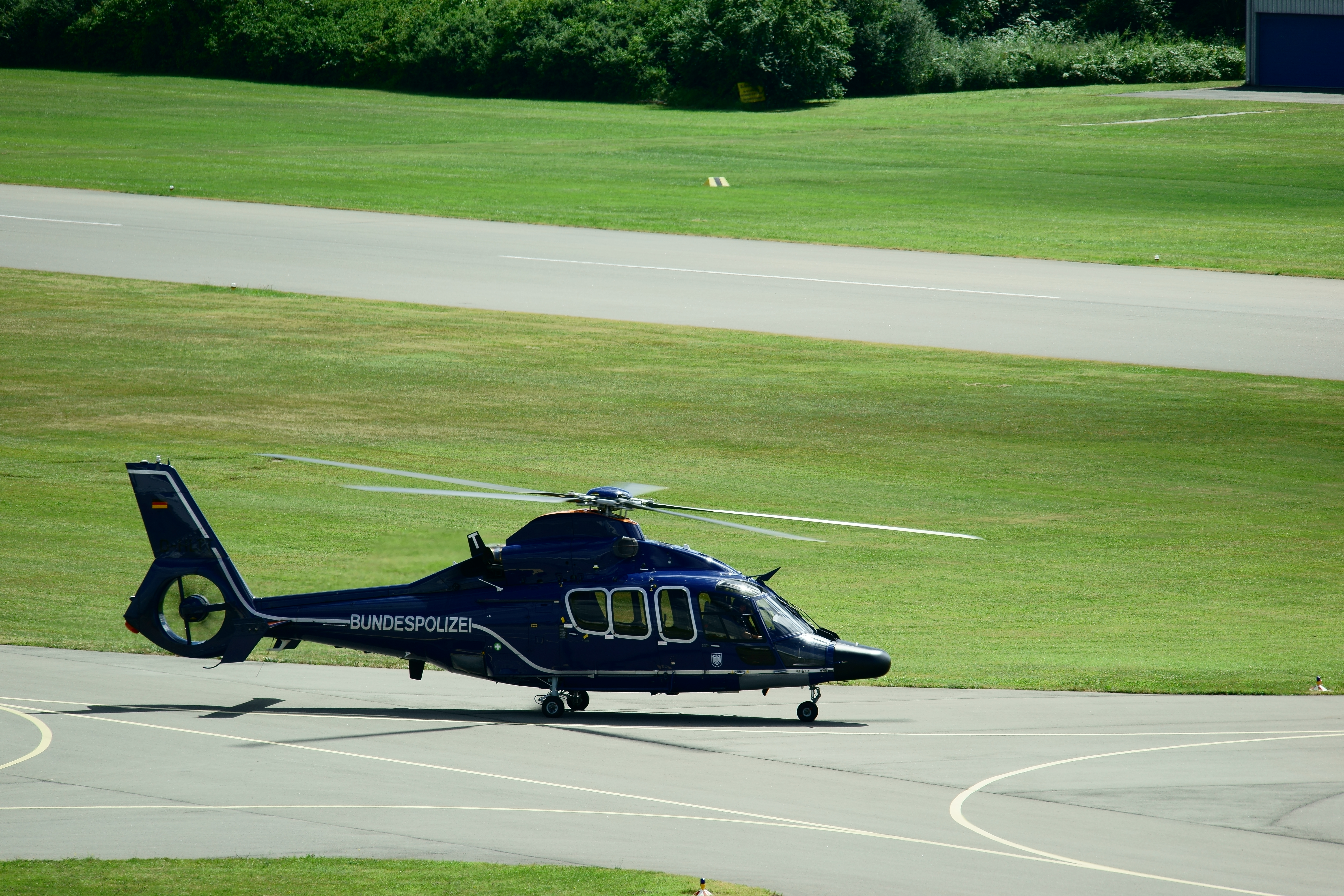
Ein Hubschrauber der Bundespolizei während der Landung in Speyer

Ab Ludwigshafen stand zum Gedenken an Kohl ein Schiff namens MS Mainz da. Der Hubschrauber der Bundespolizei, der den Sarg und die Witwe Maike Kohl-Richter weitertransportierte, landete in Ruchheim, von hier aus ging es mit einer Trauereskorte durch die Ludwigshafener Innenstadt nach Speyer. Auch am Wegrande versammelten sich viele Bürger, um von Kohl Abschied nehmen zu können. Inzwischen war der Sarg mit einer Deutschlandflagge bedeckt.
Nach dem Verlassen von Ludwigshafen transportierte die MS Mainz den Sarg die letzten Kilometer über den Rhein. Nachdem das Schiff in Speyer ankam, wurde der Sarg zum Dom gebracht.
Um 18 Uhr startete das Requiem für Helmut Kohl. Im Speyerer Dom durften rund 1500 geladene Gäste teilnehmen. Vor dem Dom konnten etwa 3500 Menschen dank einer Liveübertragung auf einer Leinwand die Totenmesse mitverfolgen. Allerdings kamen davon nur bis zu 1500 Personen. Der Hauptzelebrant während des Requiems war Karl-Heinz Wiesemann, der Bischof des Bistums Speyer.
Danach, um 20 Uhr, fand auf dem Domplatz von Speyer das militärische Ehrengeleit statt. Während des Militärgeleits wurde der Saul, ein Trauermarsch von Georg Friedrich Händel, gespielt. Nach dem Aufstellen des Sarges in dem Leichenwagen fand die Beerdigung im engsten Bekannten- und Freundeskreis statt.

## Zuschauerquote
Im Fernsehen verfolgten rund 2,5 Millionen Zuschauer den live von ZDF, Phoenix, n-tv und N24 übertragenen Trauerakt.

## Nachwirkungen
Das Historische Museum der Pfalz Speyer verlängerte aufgrund dieses Anlasses seine damalige Sonderausstellung Weltbühne Speyer. Die Ära der großen Staatsbesuche bis zum 29. Juli 2018, wo unter anderem auch Helmut Kohls Porträtplastik des Künstlers Karlheinz Oswald ausgestellt wurde. Am 17. Juli 2018 schenkte die Witwe Maike Kohl-Richter der Museumssammlung Helmut Kohls letztes Porträtfoto aus dem Jahre 2014.